# بيتر بولنغا
بيتر بولنغا (بالإنجليزية: Peter Bulinga) (مواليد 29 ديسمبر 1962) هو ملاكم كيني، مثّل بلاده في الألعاب الأولمبية الصيفية 1996.

## روابط خارجية
بيتر بولنغا على موقع اللجنة الأولمبية الدولية (الإنجليزية)
- بيتر بولنغا على موقع أوليمبيديا (الإنجليزية)